# Botiga a l'abast

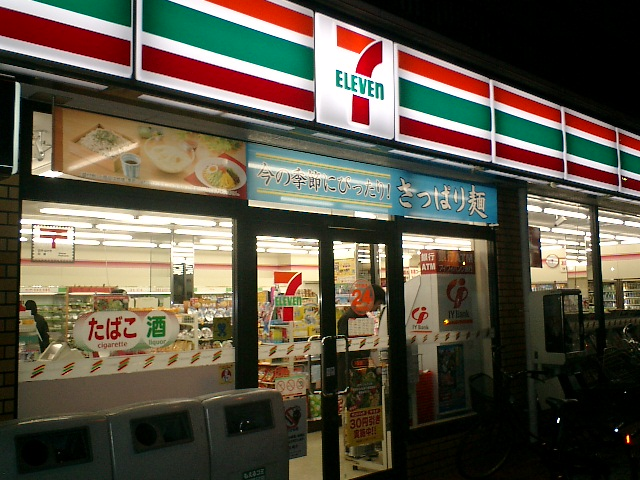
7-Eleven, popular cadena de botigues de comoditat.

Una botiga a l'abast o de comoditat és un tipus d'establiment amb menys de 500 m², amb un horari comercial superior a les 18 hores, un període d'obertura de 365 dies de l'any. D'aquí el nom popular de 24 hores. Tenen un ampli assortiment de productes, centrat en begudes, alimentació, productes d'estanc, basar, etc. A canvi de l'amplitud d'horaris i la varietat de productes, els seus preus solen ser lleugerament superiors als dels supermercats a l'ús.
Generalment, se situen en el centre de les ciutats encara que també s'engloben sota aquesta denominació altres locals com, per exemple: els situats al costat d'estacions de servei o les botigues situades als aeroports, que poden ser o no lliures d'impostos (Duty-free).

## Productes a la venda

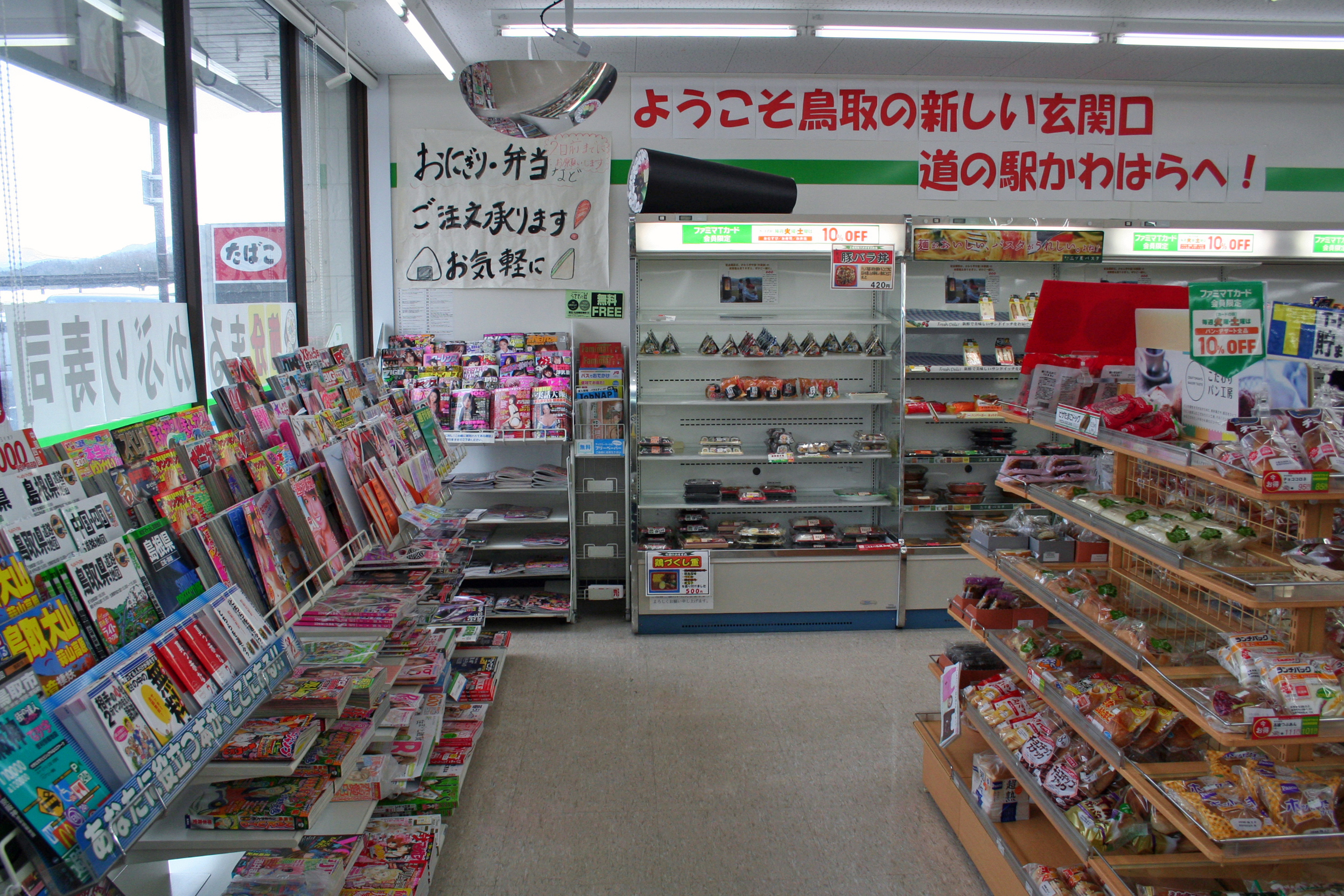
Interior d'una botiga FamilyMart al Japó.

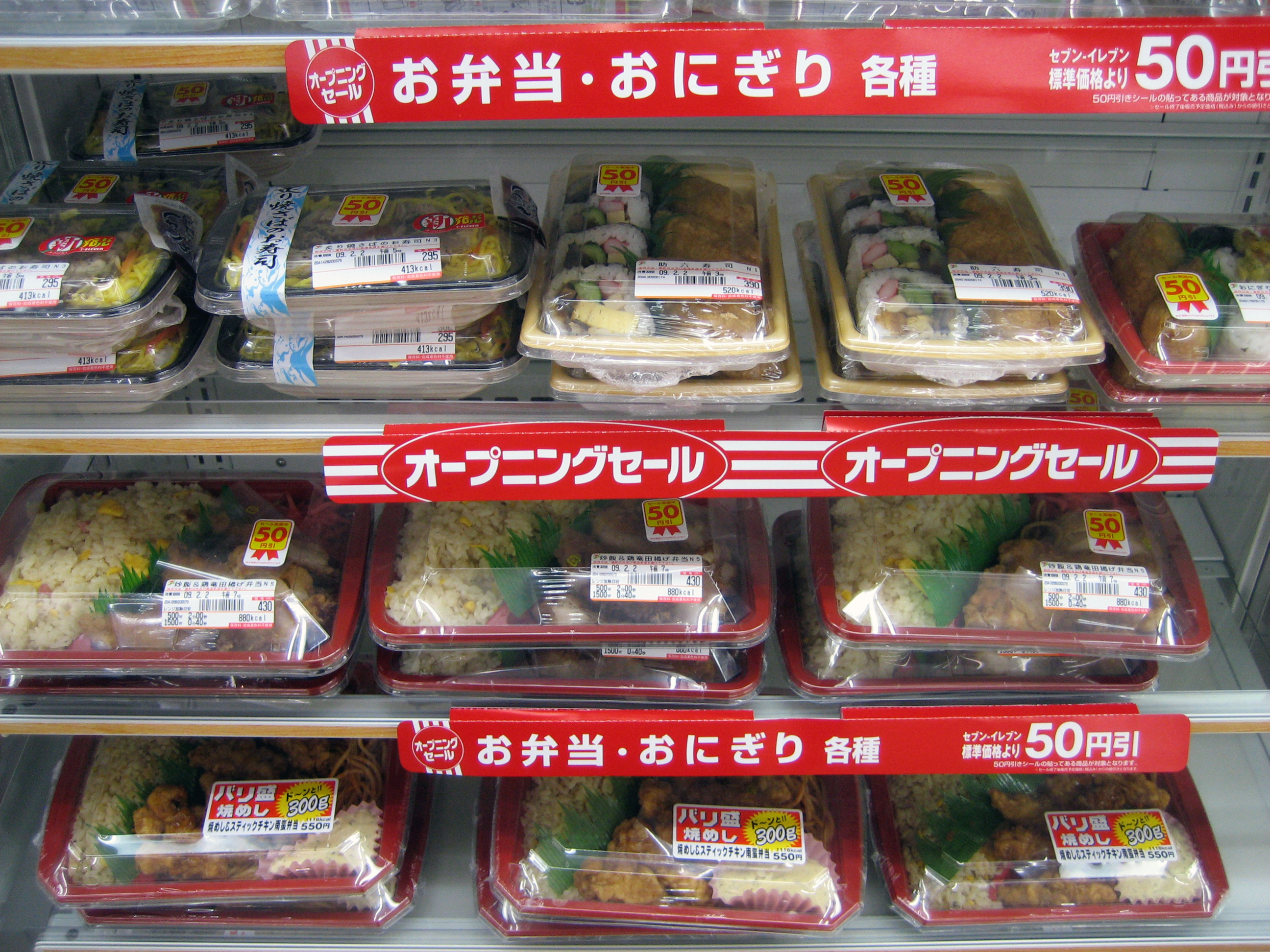
Menjar ràpid a 7 Eleven

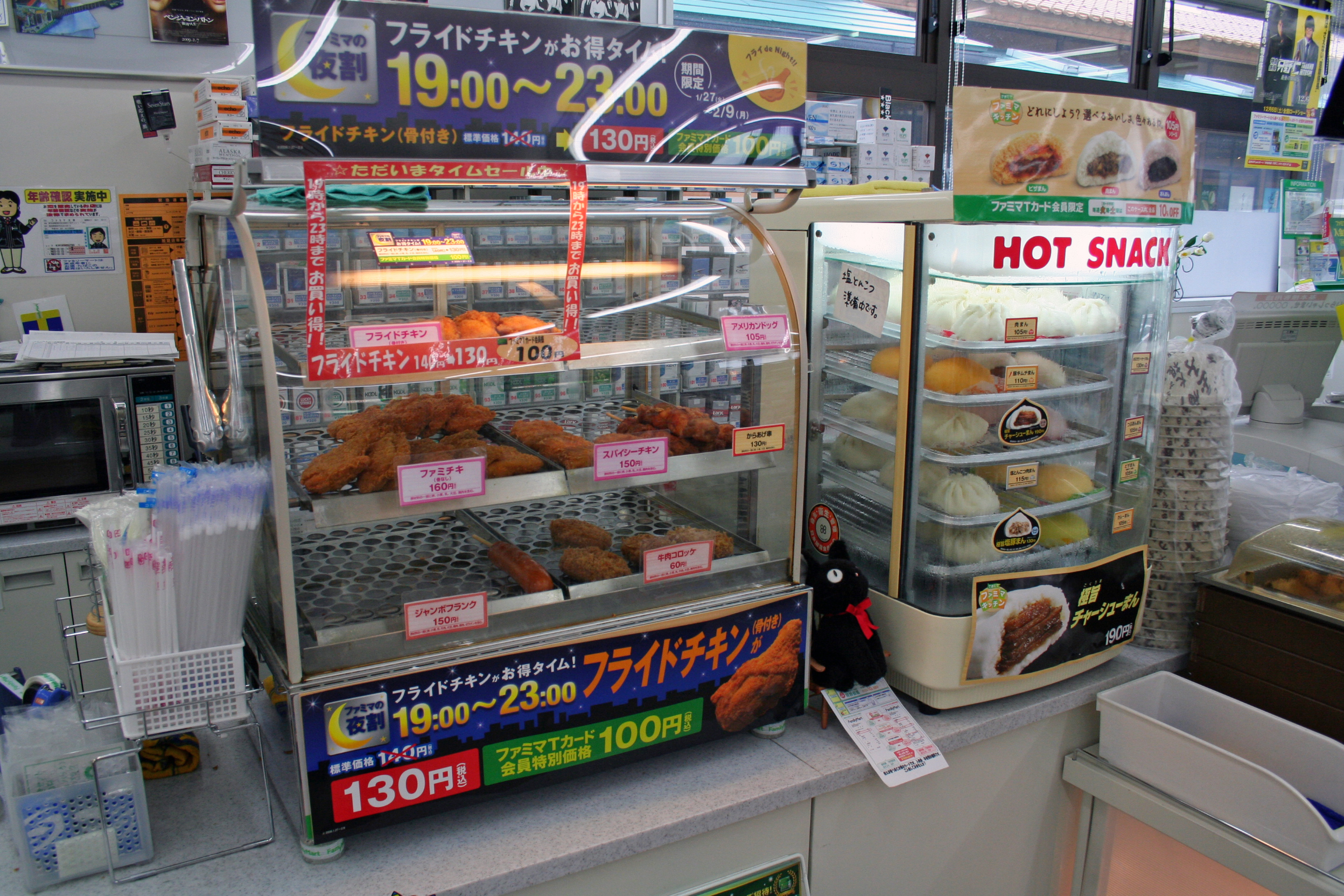
Menjar ràpid a FamilyMart.

Les botigues de comoditat, per la seva grandària, ofereixen una varietat detall de productes que els supermercats, però encara considerable per si sola. Els productes oferts solen centrar-se en begudes (alcohòliques i no alcohòliques) i aliments, principalment menjar escombraries (panets, fregits, dolços i llaminadures), menjar ràpid, enllaunats, congelats, conserves i en menor mesura productes frescos. A causa que els clients solen anar de pas o amb pressa, és freqüent que es vengui menjar preparat i consumible immediatament, com sandvitxos refrigerats, entrepans de salsitxa i cafè.
A causa de les necessitats del mercat, moltes botigues de comoditat també proveeixen diaris, revistes, productes d'ús domèstic i per a la higiene personal, així com fàrmacs de venda lliure. És també notori que a cada país varia la classe de productes que els clients esperen que estiguin disponibles. En països com Japó, és freqüent veure-hi fins i tot roba a la venda.
Les lleis sobre el consum d'alcohol també influeixen notòriament en aquesta classe de botigues, ja que en alguns països només es permet la venda d'alcohol a un monopoli estatal (per exemple, a Islàndia), durant certes hores del dia, o està prohibit totalment (per exemple, en la majoria dels països islàmics). La venda de tabac i cigarrets es troba en similar situació, ja que algunes legislacions només permeten la venda de tabac en negocis especials, altament regulats. En la majoria dels Estats, operen botigues de comoditat regionals a manera de xarxa de botigues locals i de districte, franquícies o establiments operats pels seus propietaris.

## Botigues a Espanya
A Espanya destaca per una banda la cadena Opencor, filial del Grup El Corte Inglés, amb botigues a les principals ciutats espanyoles que obren els 365 dies de l'any de 8 del matí a 2 de la matinada (18 hores). D'altra banda, dins del grup de botigues aeroportuàries, la cadena amb més pes és Aldeasa, present sota diferents marques en totes les zones de trànsit dels aeroports de Aena i duty-free per a ciutadans no residents a la Unió Europea.
A més a més de grans cadenes, pràcticament totes les ciutats espanyoles compten amb diverses botigues particulars que majoritàriament solen obrir les 24 hores del dia els 7 dies de la setmana. Així mateix, les empresa petrolieres compten amb les seves pròpies cadenes de minimercats en els seus gasolineres, establiments que per l'horari de l'estació de servei poden considerar també com botigues de comoditat. A més, el grup Repsol YPF ha signat un conveni amb Opencor per instal·lar algunes d'aquestes botigues en les seves estacions de servei.